# 斎藤彦四郎
斎藤 彦四郎（さいとう ひこしろう、生没年不詳）は、戦国時代の武将。美濃守護代。斎藤氏持是院家2代目の斎藤妙純の3男。利親、又四郎の弟、姉妹に朝倉貞景室、京極高清室らがいる。
次兄の又四郎が明応8年（1499年）に没すると、持是院家5代目当主となる。永正3年（1506年）に11代将軍足利義澄から出された御内書の宛先も「斎藤彦四郎とのへ」であり、美濃守護代になっていることがわかる。
永正9年（1512年）、守護土岐政房と対立し一旦尾張へ逃れ、織田氏の援助を得て再び美濃に戻り、墨俣城に籠城した。しかし、土岐政房と甥の大黒丸（又四郎の遺児）の軍勢に敗れ、8月23、24日頃に再度尾張へ亡命した。
永正14年（1517年）、美濃では政房の後継をめぐって対立が起こり、12月27日には遂に合戦となった。彦四郎の甥の斎藤利良（長兄利親の遺児）は嫡男頼武を、政房と小守護代長井長弘は次男頼芸を推して戦ったが、この時は頼武派が勝利した。この合戦後、彦四郎は頼芸派と密かに連絡を取り、永正15年（1518年）8月10日、再び合戦が起きた。その結果、勝利した彦四郎は美濃に再び入国し、頼武は斎藤利良と共に越前の朝倉氏の元へ亡命した。
永正16年（1519年）6月16日に政房が没し、美濃守護職が空位となると、朝倉孝景（宗淳）は弟である朝倉景高に美濃出陣を命じ、景高は頼武・利良と共に3000の兵で美濃に侵攻、連戦連勝して頼武の守護就任を実現させた。この頃、彦四郎は失脚、または戦死したと思われる。